# Jonathan Isaac
Jonathan Judah Isaac (Bronx, 3 de Outubro de 1997) é um jogador norte-americano de basquete profissional que atualmente joga pelo Orlando Magic da National Basketball Association (NBA).
Ele jogou basquete universitário na Universidade do Estado da Flórida e foi selecionado pelo Magic como a 6ª escolha geral no draft da NBA de 2017.

## Carreira no ensino médio

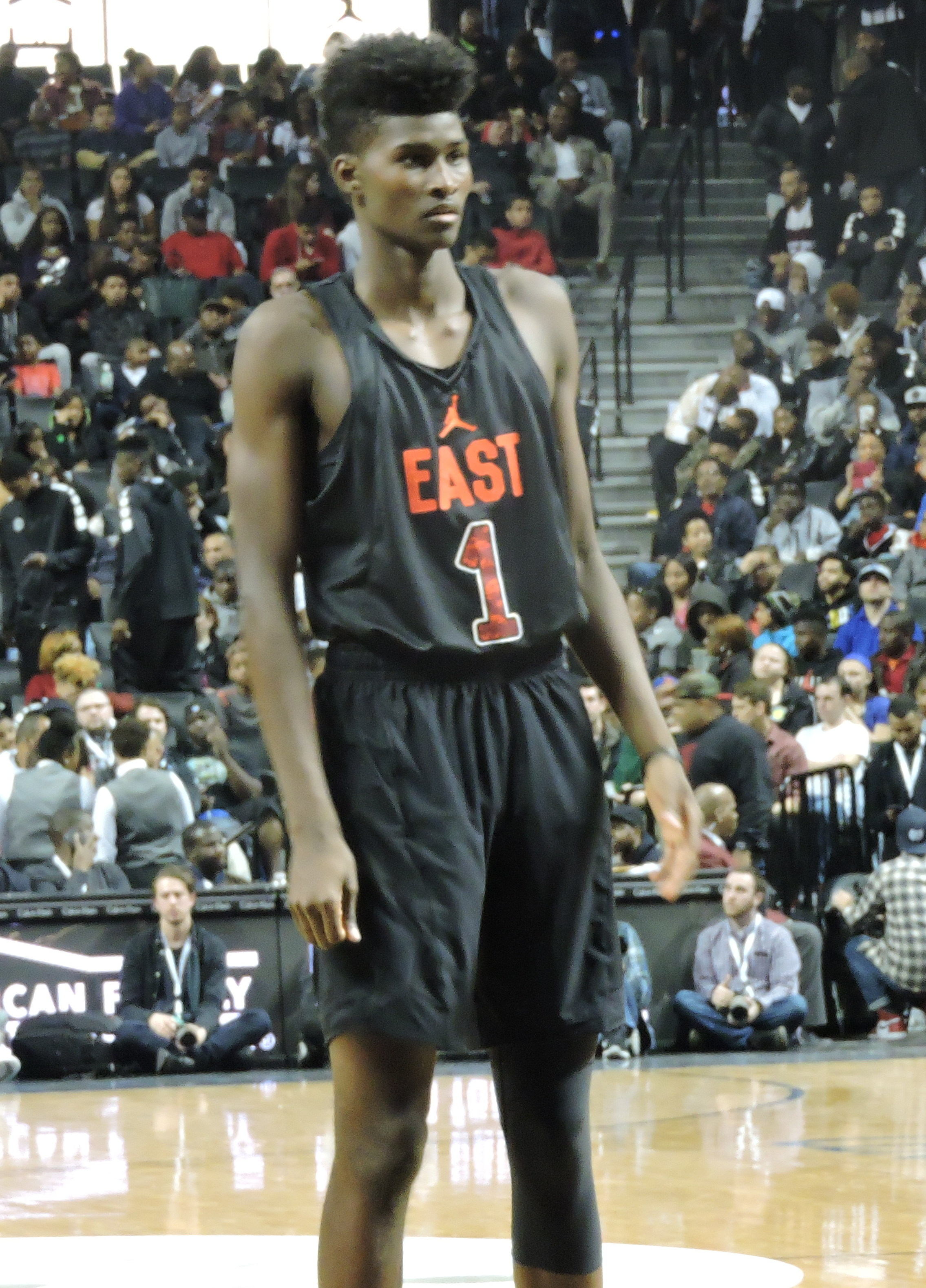
Isaac no Jordan Brand Classic de 2016

Isaac estudou na Barron Collier High School em Naples, Flórida, durante seus dois primeiros anos. Nos dois anos seguintes, ele estudou na International School of Broward em Hollywood, Flórida. 
Como resultado de querer ser reclassificado como parte da turma do ensino médio de 2016, Isaac também frequentou a IMG Academy para o que foi considerado um ano de pós-graduação em 2016. Nesse ano, ele teve médias de 17,6 pontos e 10,0 rebotes, enquanto liderava a escola para um recorde geral de 21-10. 
Em sua carreira no ensino médio, ele cresceu 15 cm do primeiro ao último ano. Issac foi selecionado para jogar no Jordan Brand Classic e Nike Hoop Summit de 2016. Ele foi classificado como um recruta cinco estrelas e foi classificado como o 4ª melhor Ala e o 12ª melhor recruta da classe de 2016. Em 5 de julho de 2015, Isaac confirmou que iria se comprometer com a Universidade Estadual da Flórida depois que seu último ano do ensino médio terminou.
Em 5 de fevereiro de 2016, ele anunciou sua intenção de testar a possibilidade de entrar no draft da NBA de 2016 como o primeiro pós-graduado americano a saltar diretamente do ensino médio para o draft da NBA desde 2005. Quatro dias depois de fazer esse anúncio, Isaac confirmou que não entraria no draft e reafirmou suas intenções de jogar por Florida State na temporada de 2016-17.
| Nome | Cidade Natal                                  | Escola      | Altura              | Peso           | Data               |
| --- | --------------------------------------------- | ----------- | ------------------- | -------------- | ------------------ |
| Jonathan Isaac SF | Naples, FL                                    | IMG Academy | 6 ft 10 in (2.08 m) | 185 lb (84 kg) | 7 de Junho de 2015 |
| Jonathan Isaac SF | Recrutamento: Scout: Rivais: 247Sports: ESPN: |             |                     |                |                    |
| - Nota: Em muitos casos, Scout, Rivals, 247Sports e ESPN podem entrar em conflito em suas listas de altura e peso, nestes casos, a média foi obtida. - Fonte: |                                               |             |                     |                |                    |

## Carreira universitária
Em 15 de novembro, em seu segundo jogo pela Universidade Estadual da Flórida, ele registrou 20 pontos na vitória por 99-78 sobre Iona. Em 20 de novembro, Isaac registrou seu primeiro duplo-duplo na temporada com 14 pontos e 10 rebotes na vitória por 100-71 sobre Detroit. Ele ganharia o prêmio de Calouro da Semana da ACC por suas performances de 15 a 21 de novembro de 2016. 
Em 18 de janeiro de 2017, ele registrou 23 pontos, 10 rebotes e 7 bloqueios na vitória sobre Notre Dame. Em 8 de fevereiro de 2017, Isaac marcou 21 pontos na vitória por 95-71 contra NC State. Ao longo da temporada, ele foi considerado um líder da equipe ao lado de seus companheiros Dwayne Bacon e Xavier Rathan-Mayes, a ponto de serem considerados o sexto melhor time do país. 
No Torneio da ACC, Flórida venceu Virginia Tech nas quartas de final, mas perdeu para Notre Dame nas semifinais. Sua equipe então seguiu para o Torneio da NCAA, onde venceram a primeira rodada por 86-80 contra FGCU. No entanto, eles perderam nas oitavas de final para Xavier por 66-91. Isaac marcou apenas 25 pontos nos dois jogos. 
Ao final de sua temporada de calouro, ele foi nomeado para a Equipe de Calouro da ACC. Além disso, Isaac anunciou sua intenção de abandonar seus últimos três anos de elegibilidade universitária e entrar no draft da NBA de 2017, onde foi projetado como uma seleção de primeira rodada.

## Carreira profissional

### Orlando Magic (2017–Presente)
Em 22 de junho de 2017, Isaac foi selecionado pelo Orlando Magic como a sexta escolha geral no draft da NBA de 2017. Em 23 de fevereiro de 2018, ele foi designado para o Lakeland Magic da G-League para fins de reabilitação.
Em seu segundo ano na liga, Isaac foi titular do Magic em 66 jogos e teve médias de 9.6 pontos, 3.7 rebotes e 1.1 bloqueios. Em 31 de janeiro de 2019, ele registrou 13 rebotes na vitória por 107-100 sobre o Indiana Pacers. Em 10 de fevereiro, ele registrou 17 pontos, 5 bloqueios e 2 roubos de bola em uma vitória de 124-108 sobre o Atlanta Hawks. Em 12 de fevereiro, ele marcou 20 pontos na vitória por 118-88 sobre o New Orleans Pelicans.
Em 2 de agosto de 2020, Isaac sofreu um rompimento do ligamento cruzado anterior durante uma vitória por 132-116 sobre o Sacramento Kings. Ele foi submetido a uma cirurgia bem sucedida em 7 de agosto de 2020. Em 31 de agosto, o presidente da equipe do Magic, Jeff Weltman, confirmou que Isaac perderia o restante da temporada de 2019–20 e toda a temporada de 2020-21 com a lesão.
Em 15 de março de 2022, Weltman anunciou que Isaac também perderia a temporada de 2021-22 devido à lesão. Em 22 de março, Isaac sofreu uma pequena lesão no tendão direito durante sua reabilitação e foi submetido a um procedimento cirúrgico.
Em 10 de janeiro de 2023, Isaac foi designado para o afiliado do Magic na G League por apenas um jogo. Em 23 de janeiro, ele voltou à quadra após mais de dois anos e meio, registrando 10 pontos, 3 rebotes e 2 roubos de bola em 9 minutos na vitória por 113-98 sobre o Boston Celtics. Em 28 de fevereiro, durante um treino em Milwaukee, Isaac sentiu um desconforto e uma ressonância magnética revelou uma ruptura no músculo adutor esquerdo. Em 3 de março, ele foi submetido a uma cirurgia para tratar da lesão e não jogou mais na temporada.

## Estatísticas da carreira

### NBA

#### Temporada regular
| Ano      | Equipe   | PJ  | PT  | MPJ  | AP   | 3P   | LL   | RT  | AS  | BR  | TO  | PPJ  |
| -------- | -------- | --- | --- | ---- | ---- | ---- | ---- | --- | --- | --- | --- | ---- |
| 2017–18  | Orlando  | 27  | 10  | 19.9 | .379 | .348 | .760 | 3.7 | .7  | 1.2 | 1.1 | 5.4  |
| 2018–19  | Orlando  | 75  | 64  | 26.6 | .429 | .323 | .815 | 5.5 | 1.1 | .8  | 1.3 | 9.6  |
| 2019–20  | Orlando  | 34  | 32  | 29.2 | .470 | .340 | .779 | 6.8 | 1.4 | 1.6 | 2.3 | 11.9 |
| 2022–23  | Orlando  | 11  | 0   | 11.3 | .415 | .400 | .556 | 4.0 | .5  | 1.3 | .4  | 5.0  |
| 2023–24  | Orlando  | 58  | 2   | 15.8 | .510 | .375 | .720 | 4.5 | .5  | .7  | 1.2 | 6.8  |
| Carreira | Carreira | 205 | 108 | 20.5 | .440 | .357 | .726 | 4.9 | .8  | 1.1 | 1.2 | 7.7  |

#### Playoffs
| Ano      | Equipe   | PJ | PT | MPJ  | AP   | 3P   | LL    | RT  | AS | BR | TO  | PPJ |
| -------- | -------- | -- | -- | ---- | ---- | ---- | ----- | --- | -- | -- | --- | --- |
| 2019     | Orlando  | 5  | 5  | 27.4 | .275 | .200 | .875  | 6.2 | .4 | .4 | 1.0 | 6.6 |
| 2024     | Orlando  | 7  | 3  | 21.0 | .410 | .370 | 1.000 | 4.9 | .4 | .7 | 1.3 | 6.3 |
| Carreira | Carreira | 12 | 8  | 24.2 | .342 | .285 | .937  | 5.5 | .4 | .5 | 1.1 | 6.4 |

### Universitário
| Ano     | Equipe        | PJ | PT | MPJ  | AP   | 3P   | LL   | RT  | AS  | BR  | TO  | PPJ  |
| ------- | ------------- | -- | -- | ---- | ---- | ---- | ---- | --- | --- | --- | --- | ---- |
| 2016–17 | Florida State | 32 | 32 | 26.2 | .508 | .348 | .780 | 7.8 | 1.2 | 1.2 | 1.5 | 12.0 |

## Vida pessoal
Isaac é um dos seis filhos de Jackie Allen. Ele tem uma irmã mais velha, dois irmãos mais velhos e dois irmãos mais novos. Ele é de ascendência porto-riquenha devido ao seu avô materno e é elegível para jogar pela Seleção Porto-Riquenha.
Isaac foi criado como cristão e frequentava a igreja, mas não abraçou sua religião até entrar na NBA. Ele é um conservador cristão, membro do Partido Republicano, e já pregou na Jump Ministries Global Church em Orlando.
Isaac desenvolveu ansiedade quando era aluno do ensino fundamental, ao enfrentar dificuldades para se encaixar como estudante negro entre colegas predominantemente brancos. Sua ansiedade persistiu durante sua temporada universitária e nos primeiros anos na NBA.
Em um jogo de 31 de julho de 2020 contra o Brooklyn Nets na bolha da NBA, Isaac foi o único jogador a ficar de pé durante o Hino Nacional dos EUA. Quando perguntado sobre essa decisão após o jogo, ele respondeu: "Acredito que vidas negras importam. Muita coisa entrou na minha decisão. É meu pensamento que ajoelhar ou usar uma camiseta 'Black Lives Matter' não anda de mãos dadas com o apoio a vidas negras."
Em 18 de setembro de 2021, Isaac se casou com sua noiva, Takita Nicole Thomas. 

Em 17 de maio de 2022, foi publicado o primeiro livro de Isaac, Why I Stand. No livro, Isaac compartilha como sua fé cristã moldou sua vida e o ajudou a superar várias dificuldades.